# Bitva o Cáchy
Bitva o Cáchy představovala bitvu druhé světové války na západní frontě, která se udála v říjnu 1944 ve městě Aachen a jeho okolí. Během bitvy zůstalo ve městě jen 20 000 z jeho 160 000 obyvatel, ostatní byli evakuováni do jiných částí Německa. Velitel obrany města generál Gerhard von Schwerin původně hodlal město kvůli velké historické hodnotě města vydat bez boje. Byl však okamžitě zbaven funkce a nahrazen plukovníkem Gerhardem Wilckem, který s dodatečnou podporou asi 5000 mužů Volkssturmu město bránil do 21. října.

## Situace
Historické město Cáchy, centrum říše Karla Velikého, se v říjnu 1944 ocitlo na ose postupu americké 9. armády přes Siegfriedovy linie. Z propagandistického hlediska však Hitler vyžadoval jeho udržení za každou cenu, bylo totiž prvním německým městem ohroženým postupem západních Spojenců. Bitvy o Cáchy se zúčastnil americký 7. a 29. sbor, dohromady s asi 100 000 vojáky. Německá strana byla v Cáchách v obraně, se silou asi 13 000 vojáků.

## Bitva
Americká 9. armáda původně postupovala kolem města ze severu i z jihu. Ale americké velení si následně uvědomilo, že městská posádka může být pro jejich jednotky nebezpečná, a tak na město zaútočili. Jakmile se dostali do města, čelili tvrdým pouličním bojům. Němci, kteří se ve městě dobře vyznali, toho úspěšně využívali. Bojů v městě se zúčastnily zejména prapory 1. divize podporované 745. tankovým praporem. Ze severu útočila na město 30. divize. Po tom, co přišla 30. divize o asi 2 000 mužů, Američané nasadili do boje i 29. divizi.

### Postup ze severu: 2–8. října

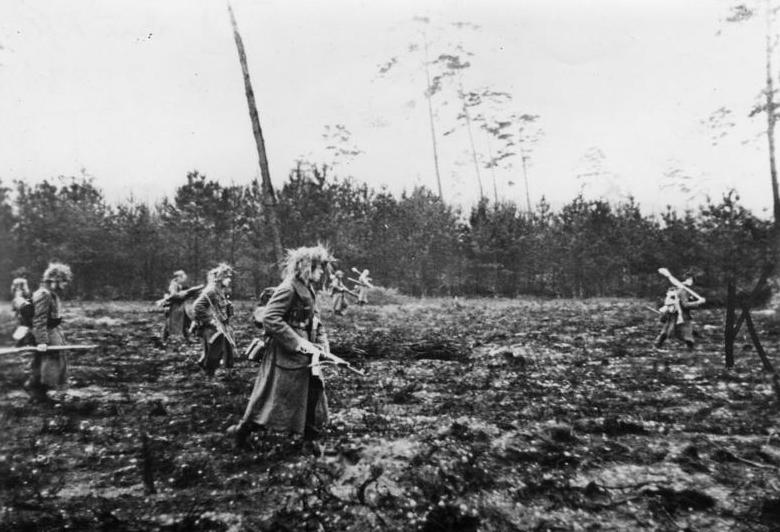
Němečtí granátníci poblíž Cách.

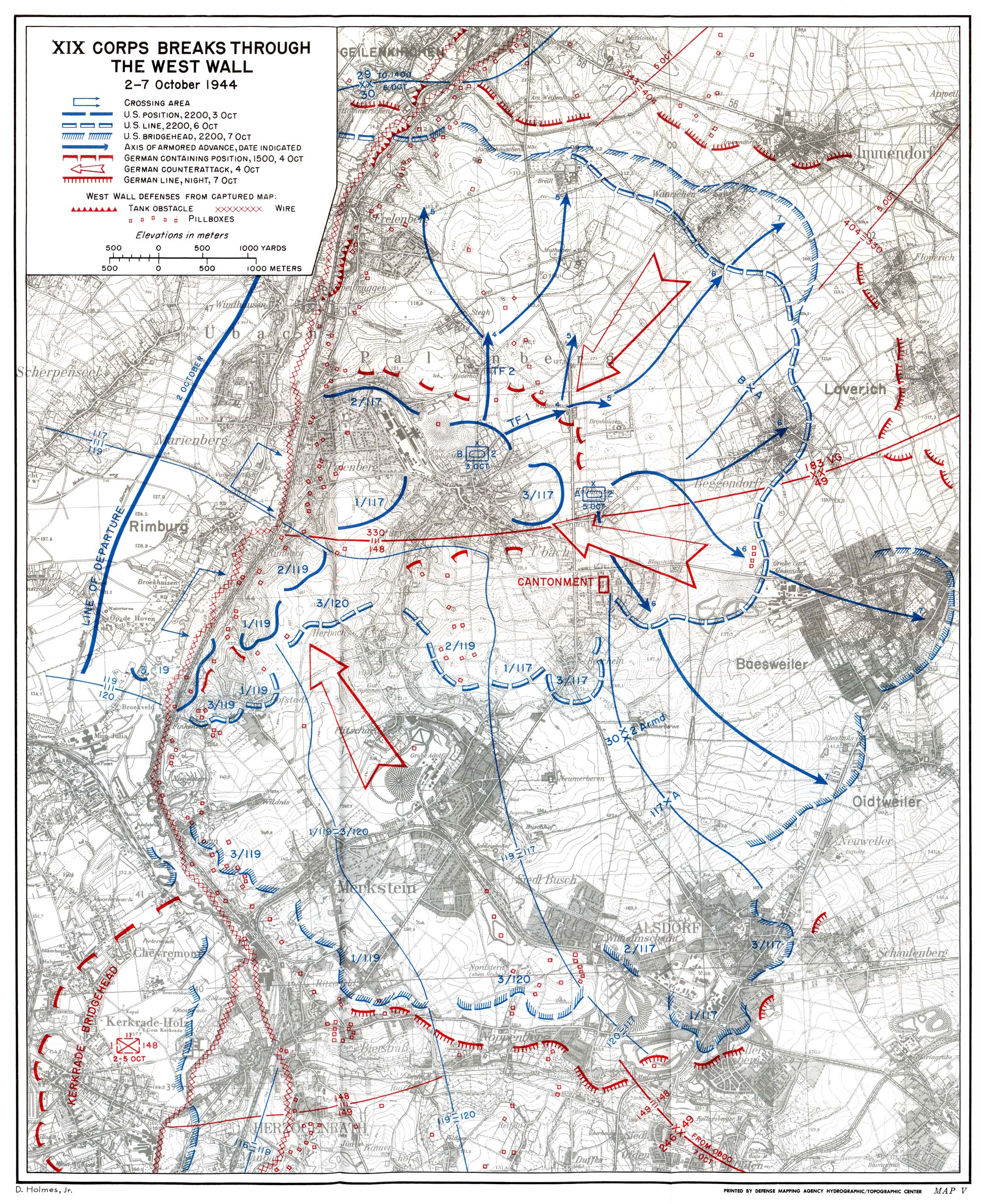
Bitva o Cáchy

Silám 29. sboru americké 1. armády se severně od Cách ve dnech 2.–9. října 1944 podařilo překročit řeku Wurm a prolomit zde Scharnhorstovu linii, která byla součástí tzv. Západního valu (spojenci označován jako Siegfriedova linie). Tento úsek fronty bránil 81. armádní sbor německé 7. armády. Střetnutí proběhlo v rámci širší, dlouho trvající operace, jejímž cílem bylo dokončit obklíčení Cách a v konečné fázi toto město dobýt.
Cílem útoku bylo u měst Übach a Palenberg prorazit Scharnhorstovu linii, tvořenou velkým počtem betonových bunkrů a množstvím zátarasů a překážek. Útok měla začít zkušená 30. pěší divize, součást 29. sboru, kterému velel generálmajor Charles Corlett. Fronta byla v této oblasti poměrně klidná, proto byla zdejší obranná postavení sice dostačující, ale nikterak hluboká, na rozdíl od německých postavení před městem Cáchy a jižně od něj (Hürtgenský les), kde americké jednotky zabředly do dlouhých a vyčerpávajících bojů.
Ráno 2. října započal útok 30. pěší divize překročením řeky Wurm. Ještě předtím provedla 29. pěší divize pro odvedení pozornosti Němců klamnou operaci na jiném úseku fronty. Útoku předcházel nálet a týdenní dělostřelecké bombardování. Počáteční odpor byl slabý. Večer již americká pěchota kontrolovala východní část Palenbergu, který ležel za řekou. Řeka byla taktéž překročena o 2 kilometry na jih u Rimburgu. Útok zasáhl pomezí dvou sektorů, z nichž jeden byl držen německou 183. granátnickou divizí a druhý bránila 49. pěší divize. Obě tyto divize byly součástí 81. sboru pod velením pěchotního generála Friedricha Köchlinga. Ve 3:00 3. října Němci provedli protiútok směrem na Palenberg, jenž byl zastaven těžkou dělostřeleckou palbou. Večer téhož dne již měli Američané většinu Übachu i Palenbergu pod kontrolou.
Přes řeku neustále proudily americké síly. Posily však dorazily i Němcům, a to včetně brigád stíhačů tanků (jejichž jádro tvořila útočná děla Sturmgeschütz III), připravujících se na další protiútok. Němci plánovali udeřit z Alsdorfu, který ležel na jih od Übachu a Palenbergu, směrem na sever k těmto dvěma městům. Útok byl zahájen 4. října ve 2:15 ráno. Němcům se podařilo prorazit do Übachu, následně však byli vytlačeni americkým protiútokem. Další německý útok byl zastaven americkou dělostřeleckou palbou. Rota G 67. tankového pluku americké 2. tankové divize dostala rozkaz postoupit z Übachu směrem na východ, na Beggendorf. To vyústilo ve střet obrněnců. Kvůli obavám vrchního velitele na západní frontě polního maršála Gerda von Rundstedta, že k dojde k průlomu, byly do tohoto úseku fronty přesunuty jednotky z oblasti Cách včetně tankových záloh.

### Úder na jih 8–11. října

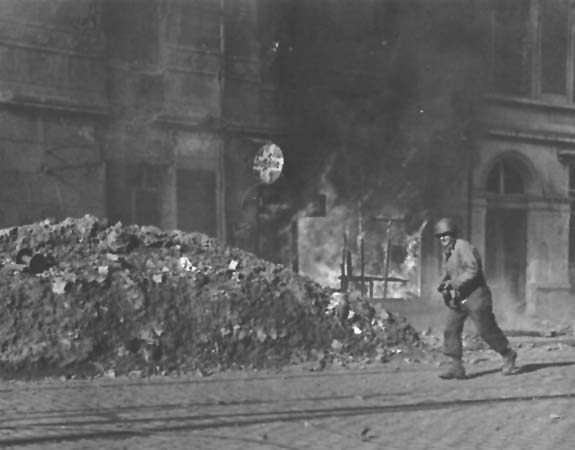
Americký pěšák v Cáchách

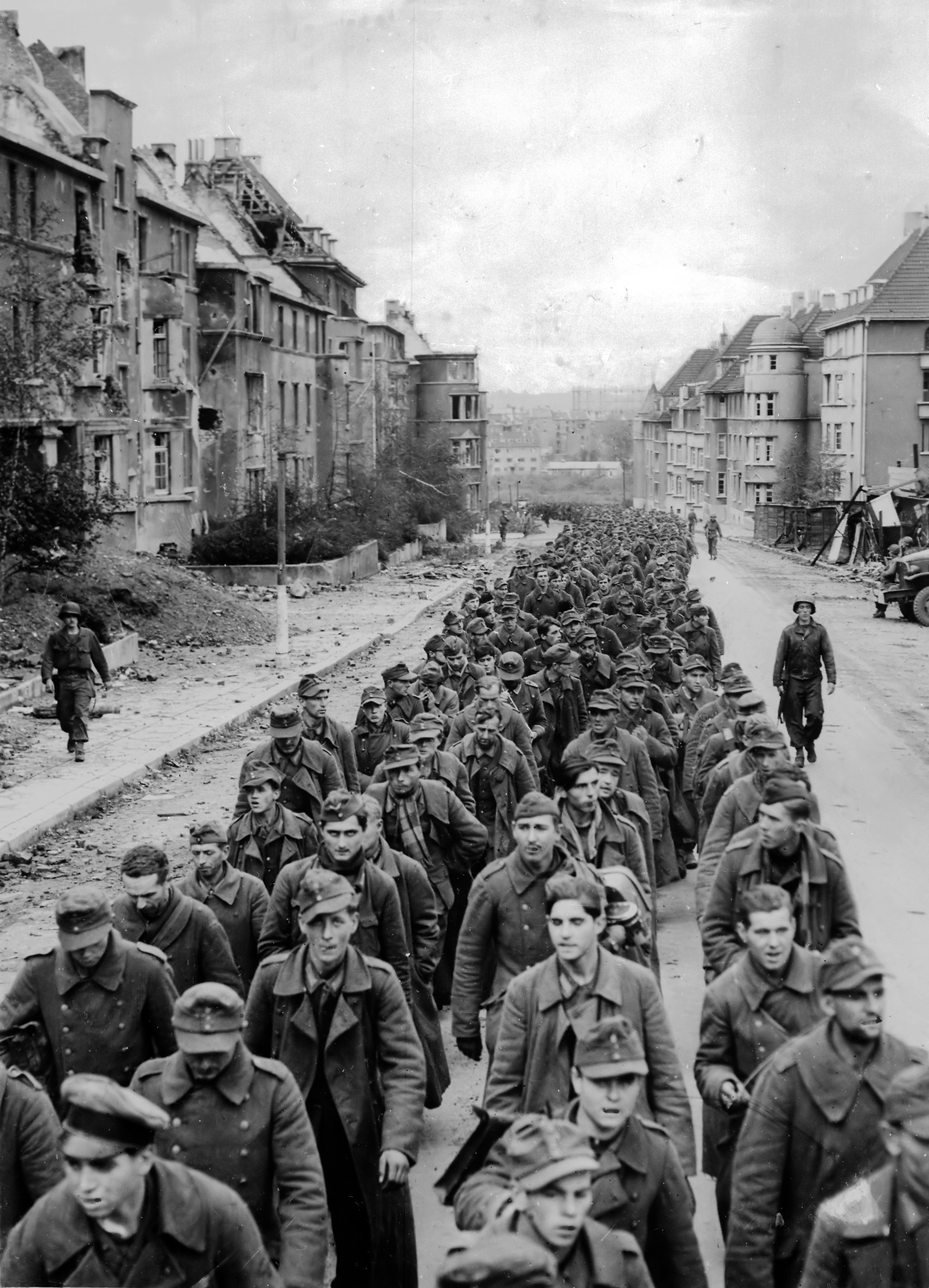
Průvod německých zajatců v Cáchách.

Američané útočili po celé délce fronty u Übachu a obsadili Merkstein na jih od něj. Německé úsilí o znovudobytí tohoto města vyústilo v zuřivé boje. Dne 5. října Američané vstoupili do Beggendorfu na východě. Dne 7. října dosáhl americký 66. tankový pluk s dalšími silami měst Baesweileru a Alsdorfu 4 kilometry jihovýchodně od Übachu a obsadil je. Alsdorf měl pro Němce velký význam – vedla přes něj jedna ze dvou hlavních silnic do Cách ze severu. Proto bylo rozhodnuto, že musí být znovu dobyt za každou cenu.
Pěchotní generál Friedrich Köchling, velitel 81. sboru, měl v plánu zahájit protiútok za úsvitu 8. října, začal ale až v 9:15 z důvodu pozdního příchodu části německých sil. Alsdorf byl v té době v rukou 1. a 3. praporu 117. pěšího pluku americké 3. divize. Oba prapory vyrazily z Alsdorfu na jih v 7:25, tedy ještě před německým útokem. V Alsdorfu zůstal jen zlomek sil těchto dvou praporů. Obě postupující síly se poté střetly a část těch německých se dostala do města. Do zhruba v 16:00 byli Němci z Alsdorfu opět vytlačeni.
Jejich nezdařený útok osud Cách zpečetil. V tentýž den byl obnoven americký útok jižně od Cách a obklíčení města bylo po dalších tvrdých bojích dokončeno 16. října. Město padlo 21. října.

## Závěr
I přes značnou nevýhodu co se týče kvantity obrněné techniky a kvantity a kvality mužstva (v posledních dvou letech války trpěla pěchota i osádky obrněnců nedostatečným výcvikem), zmohli se Němci 2. až 9. října v oblasti Übach – Palenbergu na zarputilý odpor a neméně tvrdé byly i jejich protiútoky. Obě strany ztratily přes 40 tanků, stíhačů tanků a útočných děl. Řada dalších vozidel však byla vyřazena, opravena a opět vrácena do služby.
Americká strana celkově v bitvě o Cáchy přišla o asi 5 000 vojáků, kteří byli mrtví, nezvěstní nebo zranění. Německá strana měla také asi 5 000 mrtvých a 5 600 zajatých.

### Použitá literatura
- Zaloga, S. Stíhač tanků M10 vs útočné dělo Stug III Německo 1944, 1. vyd. Praha: Grada publishing, a.s., 2014. ISBN 978-80-247-5108-5.